# Malmö
Malmö (švédsky  ˈmâlːmøː) je třetí největší švédské město po Stockholmu a Göteborgu ležící v jeho nejjižnější provincii Skåne na jižním pobřeží Švédska. Malmö je správním střediskem provincie Skåne a v roce 2020 mělo 325069 obyvatel v osmi různých lokalitách, z čehož 38 % jsou lidé cizího původu včetně velké muslimské komunity.
Malmö je jednou ze tří státem oficiálně uznaných metropolitních oblastí Švédska. Rozloha kraje činí 2 535,762 km².
Malmö zahrnuje 11 obcí: Burlöv, Eslöv, Höör, Kävlinge, Lomma, Lund, Skurup, Staffanstrop, Svedalam Trelleborg a Vellinge.
Lund, ve kterém žije 94 814 (2020) obyvatel a ve kterém sídlí významná skandinávská univerzita, tvoří dohromady s Malmö vzdělávací a ekonomickou osu regionu.
Malmö je jedním z nejvíce průmyslových měst ve Skandinávii a nutno podotknout, že až do přelomu tisíciletí zápasilo město se značně industriálním vzhledem. Od té doby Malmö zažilo strhující[zdroj?] architektonický rozmach, rozmach lehkého průmyslu a služeb (hlavně bio-technické obory a IT firmy). Rozvoj tímto směrem byl značně podpořen především díky studentům Malmö University College. Město ale také obsahuje mnoho historických budov a parků a je obchodním centrem pro západní část Skåne - ve městě má pobočku např. World Trade Federation.
Během posledních let byla zřízena vysokoškolská kolej místní univerzity a město se nyní snaží soustředit na vzdělávání, umění a kulturu. V roce 2007 se Malmö umístilo na 4. místě v žebříčku 15 nejzelenějších měst časopisu Grist.

## Historie
Má se za to, že Malmö bylo založeno v roce 1275 jako opevněné přístaviště nebo přívoz v majetku arcibiskupa z Lund, který sídlí asi 20 km na severovýchod. Malmö patřilo v tomto období Dánsku a bylo po celá staletí jeho druhým největším městem. Původní jméno tohoto osídlení bylo Malmhaug, což znamená "hromada štěrku".

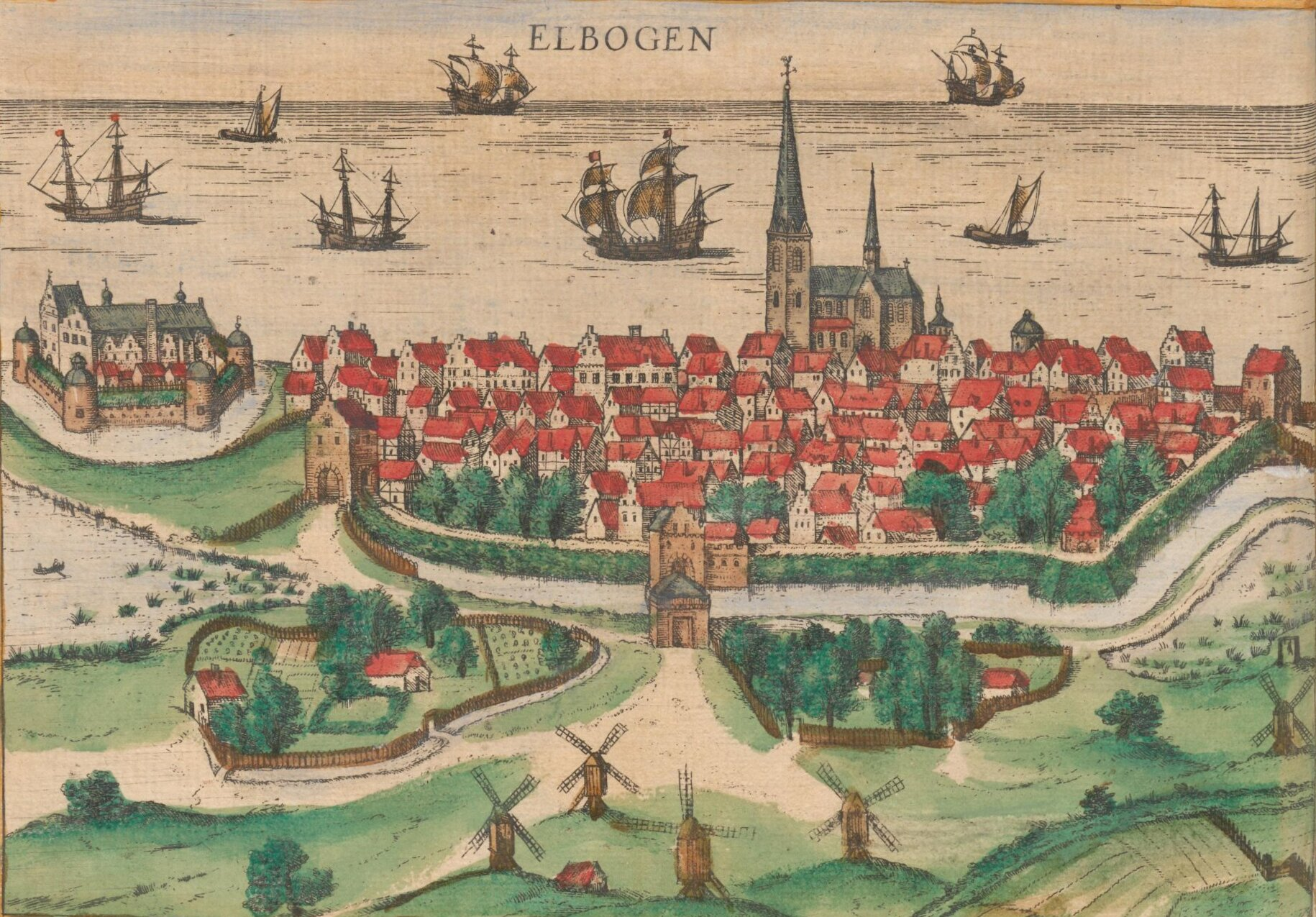
Malmö v roce 1594 v německé sbírce map. Citadela Malmöhus se nachází vlevo. Kostel na obrázku je Kostel svatého Petra.

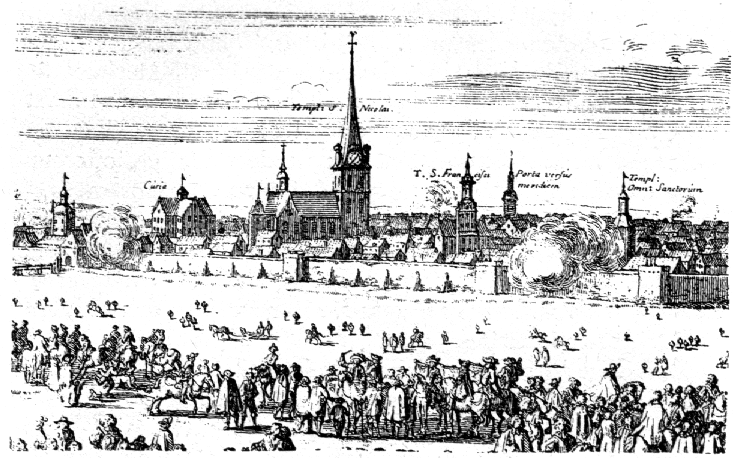
Ilustrace Malmöa namalovaná Erikem Dahlbergem v r. 1658.

V 15. století se Malmö stalo jedním z největších a nejnavštěvovanějších měst Dánska. Dosáhlo přibližně velikosti 5000 obyvatel a stalo se nejdůležitějším městem v okolí úžiny Oresund. Město bylo velmi oblíbeno německou Hanzou, která ji vyhledávala jako tržiště. V tomto období nastává také pozoruhodný rozkvět rybolovu sleďů. V roce 1437 dostalo město od krále Erika Pomořanského erb. Ten byl založen na erbu samotného krále: gryf na stříbrném poli s červení. Od té doby se hlava gryfa objevuje v heraldice Malmö a následně se rozšiřuje na celou provincii Skåne.

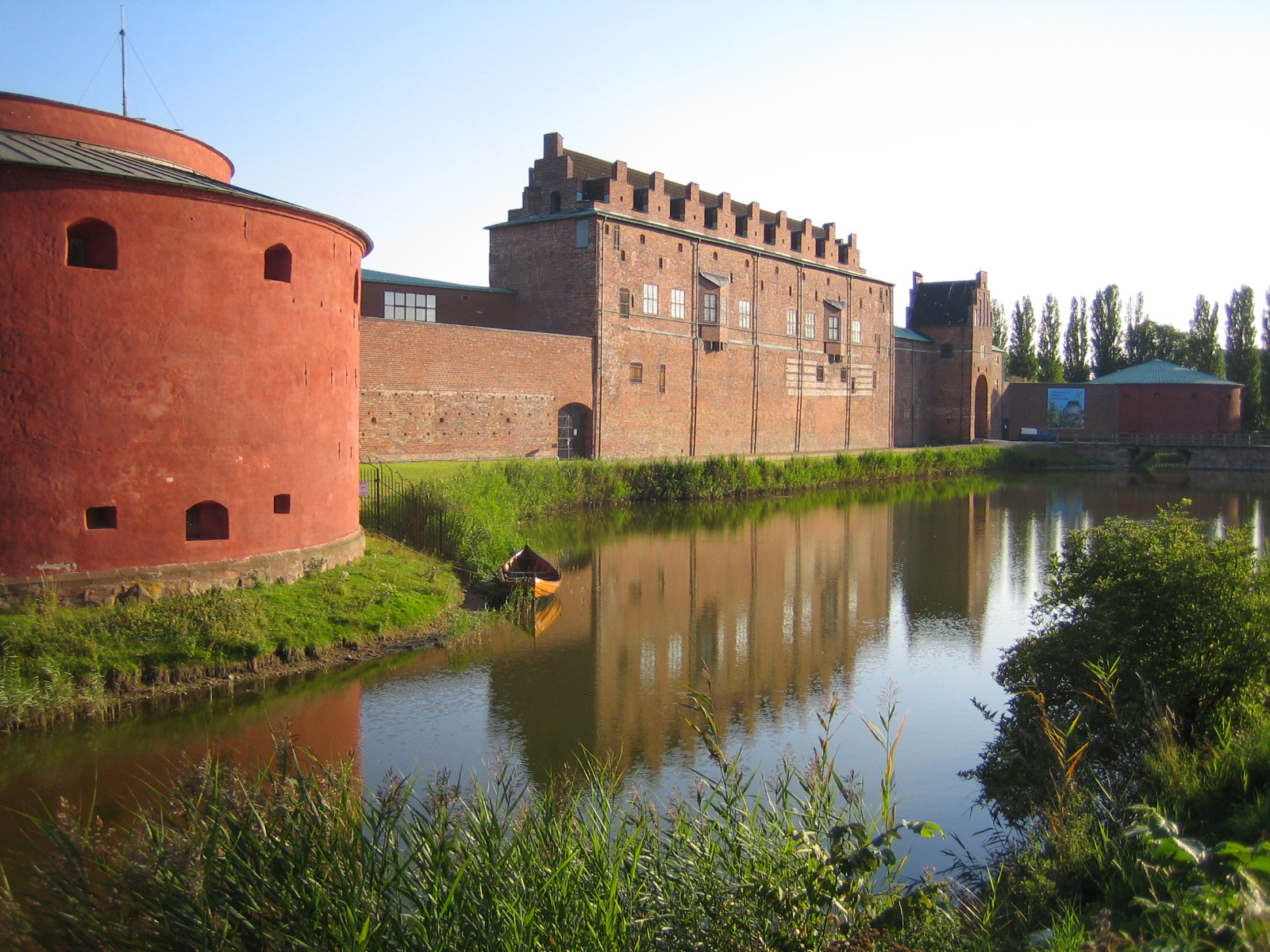
Hrad Malmöhus, nyní muzeum Malmö.

V roce 1434 byla postavena nová pevnost na pláži jižně od města. Tato pevnost, dnes známá jako Malmöhus, získala svoji současnou podobu až v polovině 16. století. Později bylo postaveno několik dalších opevnění, čímž se Malmö stalo nejvíce opevněným městem ve Švédsku. Do dnešní doby se ale dochoval jen Malmöhus.
Během 16. stol. se v Malmö stává velice populární luteránské učení a Malmö se stává jedním z prvních měst ve Skandinávii, které plně konvertuje na tuto víru (mezi 1527 - 29).
V 17. století se Malmö a celý kraj Skåne (Skåneland) stal švédským vlastnictvím. Konkrétně se tak stalo v r. 1658 podepsáním smlouvy Roskilde. V červnu 1677 je Malmö obléháno asi 14000 dánskými vojáky, nicméně ani po jednom měsíci obléhání se Dánům nepodařilo Malmö dobýt.
Na začátku 18. století mělo Malmö přibližně 2300 obyvatel, avšak kvůli válkám Karel XII. a epidemii černého moru se populace v roce 1728 snížila přibližně o 1500. Populace příliš nerostla do vybudování moderního přístavu koncem 18. století. Město začalo expandovat a v roce 1800 mělo již 38 054 obyvatel.
Malmö okolo let 1850-70 velmi prosperovalo díky konstrukci jižního švédského železničního koridoru, neboť došlo k významnému posílení průmyslu. V roce 1840 byl založen přístav Kockums. Průmysl dominoval Malmö dalších 150 let. [zdroj?]

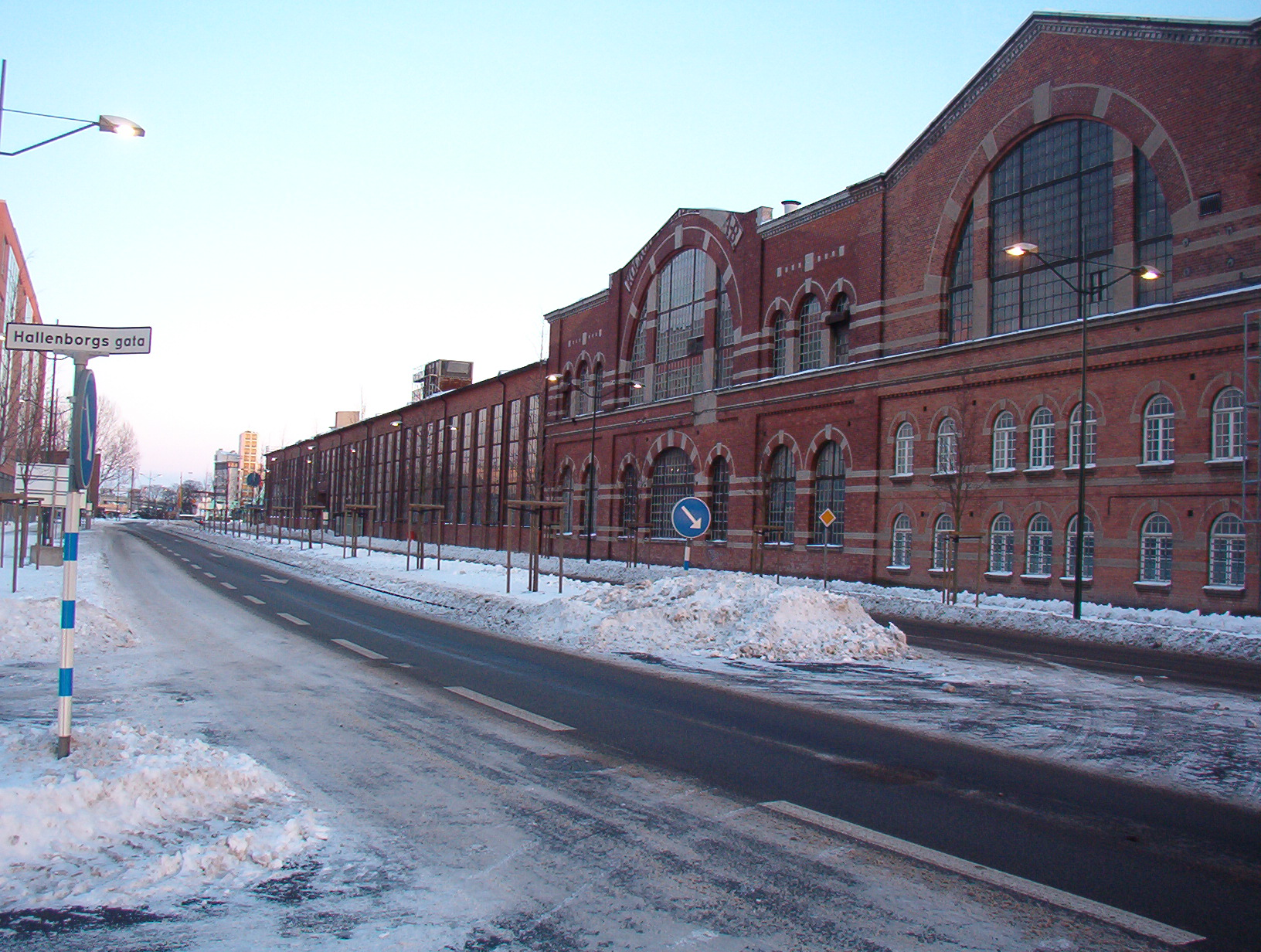
Bývalá dílna, jedna z budov Kockums, nyní zavřená.

V roce 1870 bylo Malmö spojeno s Norrköpingem, a stalo se tak třetím nejlidnatějším švédským městem. V roce 1900 posílilo Malmö tuto pozici 60 000 obyvateli.
Malmö pokračovalo v expanzi po první polovinu 20. století. Populace se v roce 1915 rychle navýšila na 100 000 a v roce 1952 na 200 000. Přístav Kockums byl největší zaměstnavatel v Malmö a jeden z největších přístavů světa. V roce 1971 Malmö dosáhlo 265 000 obyvatel, avšak po dalších 30 let se počet obyvatel nezvyšoval. Brzy Švédsko pocítilo recesi, která tvrdě zasáhla průmyslový sektor; přístavy a výrobny byly tvrdě zasaženy, což vedlo k vysoké nezaměstnanosti v celém regionu Skåne. [zdroj?] Přístav Kockums byl zavřen v polovině osmdesátých let, čímž město ztratilo jednoho z největších zaměstnavatelů, stejně jako významnou část městské kultury (stará přístavní oblast je nyní využívána Malmö Högskola). Kromě toho se mnoho rodin střední třídy přestěhovalo do rodinných domů v okolních oblastech, jako Vellinge, Lomma a Staffanstorp, které se vyprofilovaly jako předměstí obydlené vyšší střední třídou. Na konci devadesátých let Malmö zahájilo program developmentu atraktivních přímořských oblastí v nyní málo využité jihozápadní zátoce; v roce 2001 byla zahájena výstava městské architektury (Bo01). Nové byty a vily vytvořily jádro nové městské části zaměřené na městskou střední třídu s atraktivním přímořským prostředím.
Roku 1985 Malmö ztratilo 35 000 obyvatel a populace se tak snížila na 229 000, avšak následovaly ještě větší obtíže. Mezi lety 1990 a 1995 Malmö ztratilo okolo 27 000 pracovních míst, čímž utrpěla ekonomika města. Díky několika vládním projektům se však Malmö do roku 1995 modernizovalo do dnešní podoby. Malmö má největší podíl osob neskandinávského původu ze všech švédských měst. Zůstává městem třídního napětí a vysoké nezaměstnanosti.

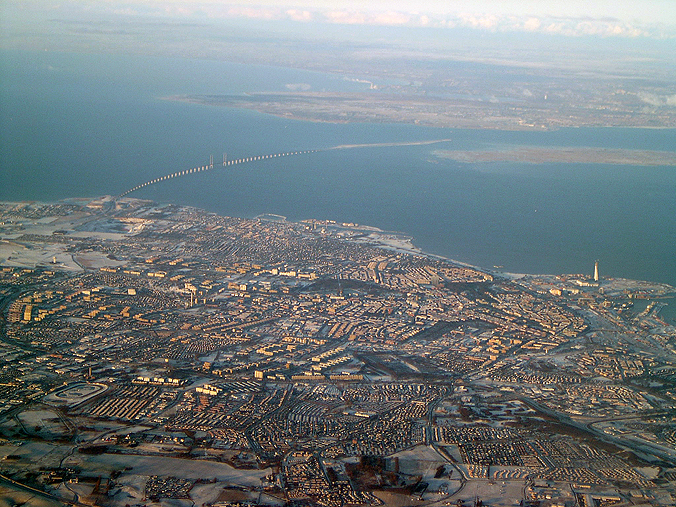
Malmö a záliv Öresund.

## Geografie
Malmö se nachází na 13°00' východní délky a 55°35' severní šířky. Díky svému umístění na jižním okraji Švédska je blíže italskému městu Milán než nejsevernějšímu švédskému městu Kiruna.
Malmö je částí mezinárodního regionu Öresund a od roku 2000 Öresundský most kříží Öresund do dánské Kodaně. Most byl otevřen 1. července 2000 a měří 8 kilometrů (celá trasa měří 16 km) s pylony až 204,5 metrů vysokými. Kromě spojení Helsingborg-Helsingør byla zrušena většina trajektových spojů.

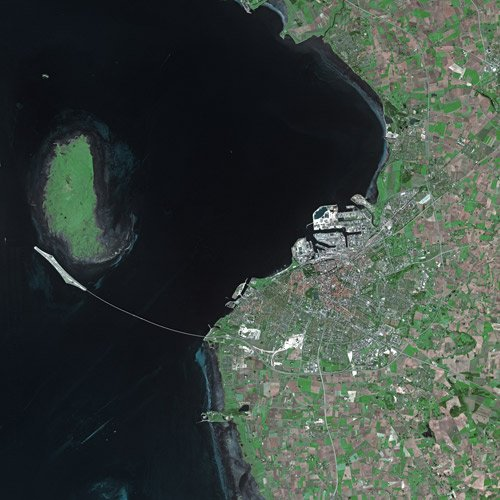
Fotografie Malmö ze satelitu Spot

### Podnebí
Malmö společně se zbytkem jižního Švédská má oceánské podnebí. Přes polohu na severu je klima relativně mírné v porovnání s podobnými zeměpisnými šířkami nebo i s jižnějšími polohami, především díky Golfskému proudu. Kvůli severní poloze se délka dne pohybuje od 17 hodin v letním do 7 hodin v zimním slunovratu.
Léta jsou teplá a příjemná s průměrnými nejvyššími teplotami okolo 20 až 21 °C; občasné teplé vlny jsou během léta obvyklé. Zimy jsou chladné se stálými teplotami okolo -3 do 4 °C; teploty málokdy padají pod -10 °C.
Úhrn srážek je obvyklý s průměrnými 169 vlhkými dny v roce. Sníh padá především mezi prosincem a březnem, ale sněhová pokrývka nezůstává dlouho a některé zimy jsou téměř bez sněhu.

## Doprava
Vlaky Oresund křižují každých 20 minut most přes Öresund spojující Malmö s Kodaní, a tedy i s jejím letištěm. Vlaky jezdí z Kodaně přes tento most do Malmö a dále do Stockholmu, Göteborgu nebo do Kalmaru. V letech 2005–2010 byl vybudován nový tunel zvaný City Tunnel, který spojuje centrální nádraží v Malmö s Triagelnem a pokračuje do Hyllievångu (Hyllie Meadow), kde se tento tunel spojuje s mostem Öresund (což změnilo centrální nádraží z konečné stanice na stanici tranzitní).
Kromě kodaňského letiště, které je přístupné vlakem za 21 minut, má Malmö i své vlastní letiště. To je dnes používáno především pro nízkonákladové lety, pro charterové lety a domácí švédské aerolinky.
Systém dálnic byl propojen na most Öresund. Například mezinárodní silnice E20 vede přes most a poté se společně s evropskou silnicí E6 vine podél švédského západního pobřeží z Malmö–Helsingborgu do Göteborgu. E6 pokračuje dál na sever stále podél západního pobřeží a přes Norsko do norského města Kirkenes u Barentsova moře. Evropská silnice E4 do Jönköpingu–Stockholmu začíná v Helsingborgu. Hlavní cesty ve směru Växjö–Kalmar, Kristianstad–Karlskrona, Ystad (evropská silnice E65) a Trelleborg začínají jako dálnice.
Malmö má asi 410 km cyklistických stezek a asi 40 % veškerého dojíždění se děje pomocí jízdních kol.
Malmö má dva průmyslové přístavy. Jeden z nich se stále používá a jedná se o největší severoevropský přístav pro import aut. Také se zde nacházejí dvě přístaviště: Limhamn Marina (55°35′ s. š., 12°55′ v. d.) ve veřejném vlastnictví a soukromý Lagunen (55°35′ s. š., 12°56′ v. d.). Obě přístaviště disponují omezenými doky pro hosty. Je zde možné absolvovat projížďky po moři zdarma.

## Městská samospráva

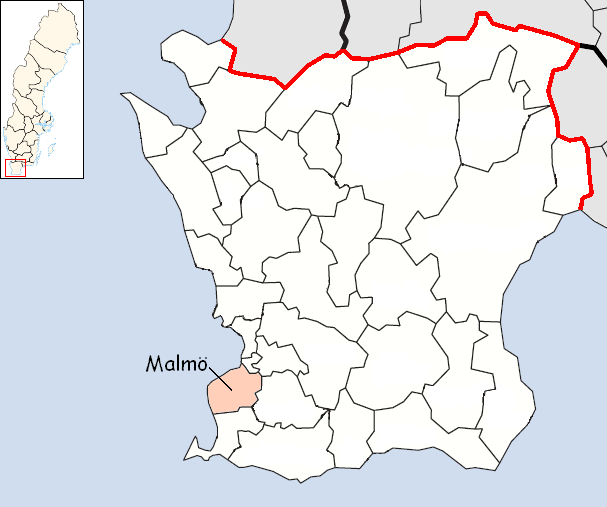
Polohy městských samosprávných oblastí v kraji Skåne, jih Švédska.

Malmö je administrativní jednotka definovaná zeměpisnými hranicemi, která se skládá především z velkoměsta Malmö a z přilehlých oblastí. Městská část, která se dělí na centrum, městečko Arlov se samosprávou v Burlövu, má 258 020 obyvatel (2005). Obě oblasti zahrnují taktéž menší městské části stejně tak jako venkov (např. Oxie a Åkarp).

## Demografie
Po roce 1971 začal klesat počet obyvatel Malmö z 265 000 v roce 1971 na 229 000 v roce 1985. Od té doby počet obyvatel opět rostl - k 1.1.2003 bylo provedeno sčítání lidu a Malmö obývalo k tomuto datu 265 481 obyvatel.
Podle modelů projekce vývoje stavu obyvatelstva bude počet obyvatel stále růst a odhaduje se, že v roce 2013 bude v Malmö žít 301 600 rezidentů.
30 % obyvatel Malmö, tedy 87 554 osob, jsou přistěhovalci a i bez započítání druhé generace těchto přistěhovalců tento fakt řadí Malmö k městu s nejvíce přistěhovalci na hlavu (per capita) ve Švédsku. Nejvíce přistěhovalců pochází z:
1. Irák (9,465)
2. Dánsko (9,174)
3. bývalá republika Jugoslávie (8,530)
4. Polsko (6,903)
5. Bosna a Hercegovina (5,920)
6. Libanon (3,669)
7. Írán (3,259)
8. Maďarsko (1,979)
9. Turecko (1,904)
10. Rumunsko (1,888)
11. Afghánistán (1,848)
12. Německo (1,790)
13. Finsko (1,678)
14. Chile (1,392)
15. Somálsko (1,375)
16. Vietnam (1,245)
17. Pákistán (1,123)
18. Severní Makedonie (1,053)
19. Spojené království Velké Británie a Severního Irska (929)
20. Thajsko (844)

V roce 2006 mělo Malmö třetí největší podíl obyvatel narozených v zahraničí v celém Švédsku.

## Kriminalita

### Do roku 2010
V roce 2009 byla kriminalita v Malmö na srovnatelné úrovni s ostatními velkými městy Švédska.[zdroj?] Výskyt 21 382 trestných činů na 100 000 obyvatel byl menší než ve Stockholmu (22 647), vyšší než v Göteborgu (18 728) a celkově vyšší než je švédský celostátní průměr (15 046). Co se týče počtu výskytu násilných činů a vražd, Malmö bylo opět srovnatelné s velkými švédskými městy. Např. v roce 2009 mělo Malmö 5 výskytů trestného činu střelby s následkem smrti, zatímco Stockholm měl 4 výskyty a v Göteborgu se stalo 8 takových trestných činů. Míra výskytu násilných činů za poslední dvě dekády stabilně roste - v roce 1989 jich bylo nahlášeno 593, v roce 1999 866 a v roce 2009 1197. Městská oblast Rosengård se stala dějištěm několika nepokojů mezi místní mládeží a státními institucemi.

### Zprávy o rasově motivovaných trestných činech
V roce 2010 se v mezinárodních médiích objevily kontroverzní zprávy o zvyšující se míře trestných činů motivovaných antisemitismem, kterých se měli dopustit muslimští extrémisté, načež z Malmö emigrovalo zvýšené množství židů do Izraele a Velké Británie. Starosta města, Ilmar Reepalu (Švédská strana sociální demokracie) byl kritizován za svoji neschopnost židy ochránit. Pro Sunday Telegraph poskytl interview, ve kterém např. uvedl: „Věřím, že tyto protiizraelské útoky mají spojitost s válkou v Gaze“, nebo „Nebyly zde žádné útoky na občany židovského původu, a jestli se chtějí židé odstěhovat z města zpět do Izraele, není to záležitost, kterou by mělo řešit Malmö.“ Když byl starosta později konfrontován médii pro své výroky, vysvětloval ve švédském radiovém vysílání Studia Ett, že výroky poskytnuté v interview pro Telegraph pouze citoval z policejní zprávy a že jediné prokázané násilí zmíněné v policejních zprávách namířené proti židům se odehrálo na neslavné proizraelské demonstraci, kde izraelští občané hájili postup v Gaze. Poté, co starosta strávil celý den s představiteli židovské kongregace, uznal, že policejní zprávy neposkytují úplný pohled na věc. Později řekl, že pokud židé preferují opustit Švédsko, raději než se přestěhovat do Stockholmu nebo Göteborgu (což vyšlo najevo po setkání s židovskou kongregací), je to problém Švédska jako státu a ne Malmö jako města.
Ředitel městského Muslimského centra řekl, že obtěžování židů mladými muslimy bylo pro jeho komunitu velmi trapné.
Muslimská centra a mešita byla také pravidelně terčem vandalů. Deník Telegraph spekuloval, že za útoky stojí neonacisté, kteří dříve napadali židy.

### Současnost
V lednu 2012 občané města protestovali proti stupňujícímu se násilí páchanému imigranty. V roce 2019 bezpečnostní situace v Malmö dosáhla kritické úrovně a stala se předmětem širší celospolečenské diskuse, stejně jako důvodem vzniku speciální jednotky švédské policie, zabývající se bojem s organizovaným zločinem. K nejčastějším projevům násilné kriminality ve městě patří různé případy střelby na veřejnosti a bombové útoky, za nimiž stojí soupeřící drogové kartely, a které podle některých zdrojů páchají z devadesáti procent občané s imigračními kořeny.

## Hospodářství
Hospodářství Malmö bylo tradičně zaměřeno především na stavění lodí (hlavně přístav Kockums) a na průmysl, který je spojený s stavebnictvím jako např. továrny pro výrobu betonu. Ovšem nejvyhlášenější univerzita tamějšího regionu se nachází v Lund asi 16 km severovýchodně. Důsledkem toho mělo Malmö v 70. letech komplikovanou ekonomickou situaci. Mezi lety 1990 - 95 bylo propuštěno z různých pozic celkově na 27 000 zaměstnanců a schodek rozpočtu byl vyšší než 1 miliarda švédských korun. V roce 1995 mělo Malmö největší míru nezaměstnanosti v celém Švédsku.
Avšak během posledních několika let zažívá Malmö oživení ekonomiky. Hlavním pozitivním faktorem byla ekonomická integrace s Dánskem, které započalo dokončení výstavby mostu Oresund. Téměř 10 % obyvatel Malmö pracuje v Kodani v Dánsku. Také univerzita v Malmö, (Malmö Högskola), která byla založena v roce 1998, pomohla nastartovat ekonomiku města. Rozvoji přispěl i vstup Švédska do EU.
Malmö má stále vysokou míru nezaměstnanosti v porovnání s ostatními velkými městy Švédska. Nezaměstnanost v populaci vykazují hlavně etnicky a sociálně odlišná místa ve východní a jižní části města. V roce 2004 byl podíl vydělávajících si lidí 63 %, zatímco Stockholm vykazoval 74 % a Göteborg 71 %.
V roce 2005 jsou největšími firmami ve městě:
- Skanska; stavebnictví: 3,025 zaměstnanců
- ISS Facility Service AB; nemocniční služby, úklidové služby, etc.: 1,725 zaměstnanců
- E.ON Sverige; energetika: 1,025 zaměstnanců
- Sydsvenskan; noviny: 1,025 zaměstnanců
- Pågen; pekařství: 975 zaměstnanců

## Vzdělávání

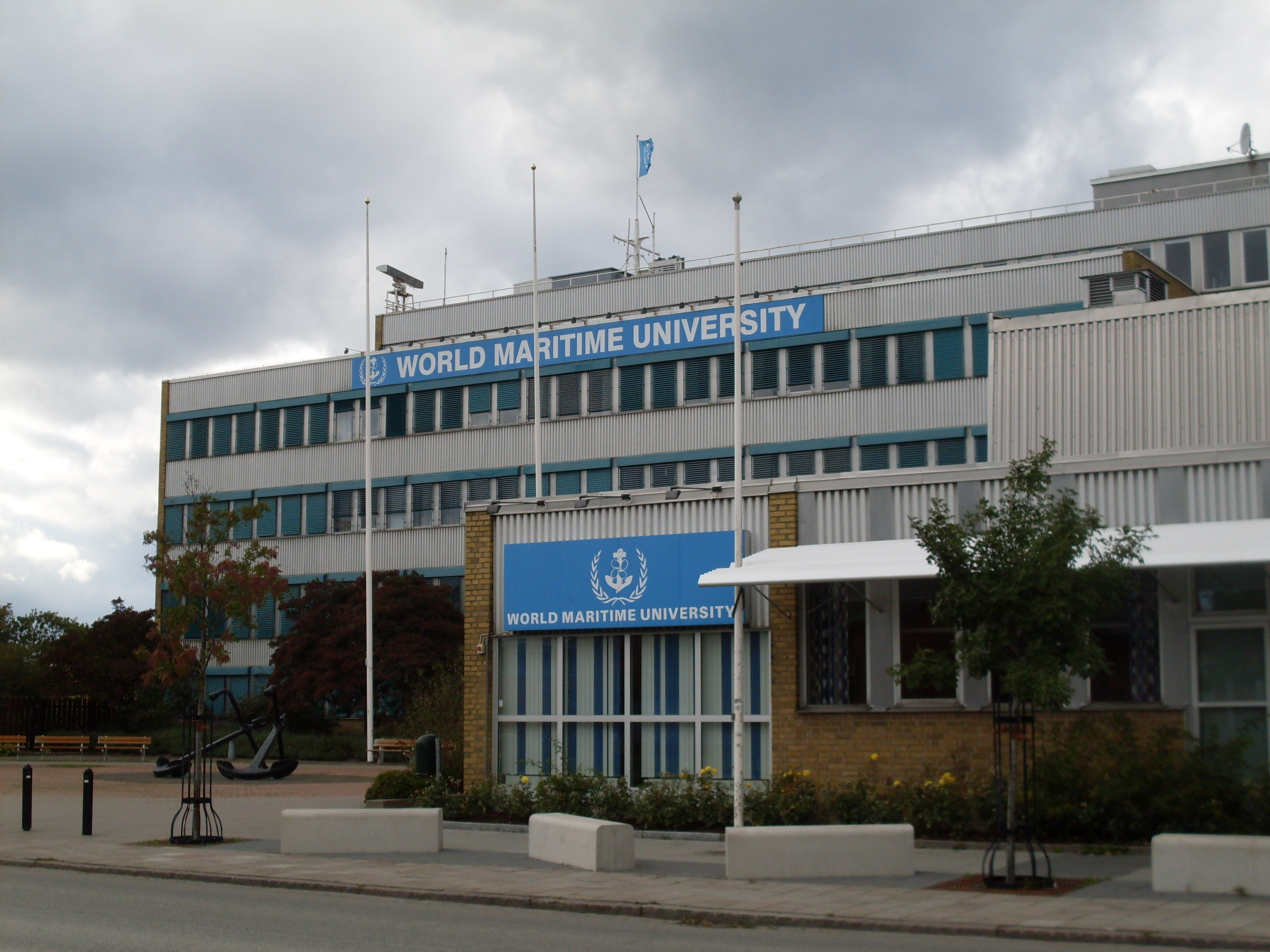
Budova Světové námořní univerzity v Malmö

Malmö má devátou největší vysokou školu v zemi - Malmö Högskola, která byla založena v roce 1998. Má asi 1400 zaměstnanců a v roce 2010 ji studuje 25 000 studentů. Studenti z EU/EHP mají školné zdarma.  Průměrné školné pro studenty ze zemí mimo EU/EHP činí 106 400 SEK ročně a pohybuje se v rozmezí od 78 500 SEK do 225 600 SEK. 
V městě má navíc instituty a fakulty starobylá univerzita v Lund, která byla založena v roce 1668. Jedná se o následující entity:
- Akademie umění Malmö (Konsthögskolan i Malmö)
- Hudební akademie Malmö (Musikhögskolan i Malmö)
- Divadelní akademie Malmö (Teaterhögskolan i Malmö)
- Lékařská fakulta, která má pobočku i v Lund

V Malmö se nachází i Světová námořní univerzita (angl. zkratka WMU - World Maritime University) založená OSN. Tato univerzita pracuje pod záštitou IMO (International Maritime Organization) - Mezinárodní námořní organizaci, specializované agentuře OSN. Námořní univerzita požívá privilegií a imunity stejně jako kterákoli jiná instituce OSN ve Švédsku.

## Kultura

### Film
Malmö bylo vykresleno ve filmu Havraní čtvrť (švéd. Kvarteret Korpen), debutu režiséra Bo Widerberga (1963). Film byl z větší části natočen v ošumělé části města Korpen, kde sídlí především dělnická vrstva. S humorem a jemností film vykresluje napětí mezi třídami i generacemi obyvatelstva. Film byl v roce 1965 nominován na Cenu akademie v kategorii nejlepší cizojazyčný film.

### Divadlo

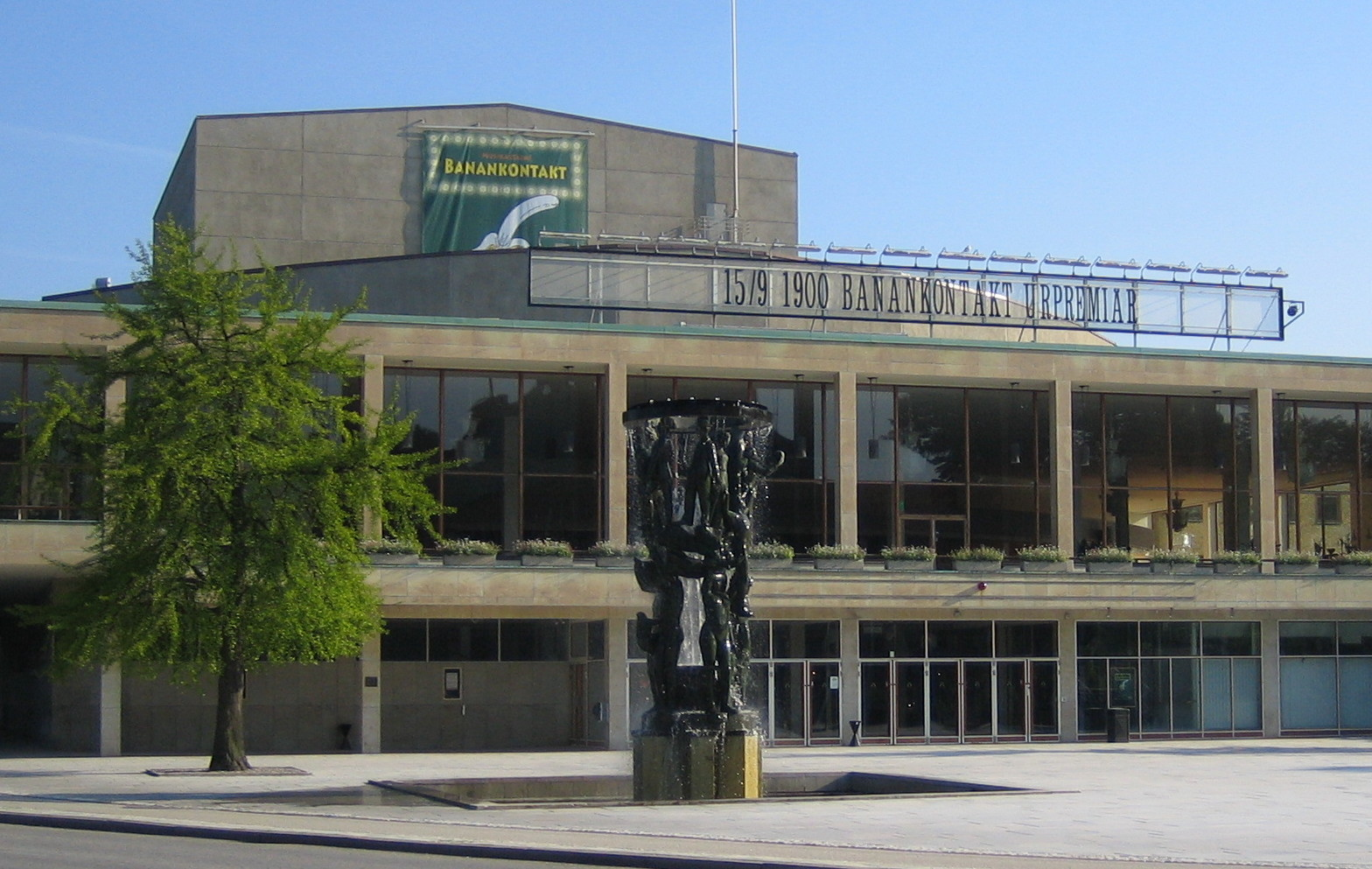
Budova opery v Malmö.

V roce 1994 bylo otevřeno divadlo Malmö Stadsteater (Městské divadlo Malmö), jedno z nejstarších kulturních míst v Malmö. Počáteční repertoár zahrnoval především divadelní hry, operu, muzikál, balet, hudební recitace a divadelní experimenty. V roce 1993 bylo divadlo rozděleno do třech oddělených částí - Dramatiska Teater (Dramatické divadlo), Malmö Musikteater (Hudební divadlo) a Skånes Dansteater (Skånské taneční divadlo) a původní název zanikl. Když bylo vlastnictví posledních dvou jmenovaných převedeno na kraj Skåne v roce 2006, Dramatické divadlo bylo pojmenováno podle původního divadla z roku 1944. V padesátých letech v divadle působil jako ředitel a vedoucí režisér Ingmar Bergman a mnoho jeho herců jako např. Max von Sydow a Ingrid Thulin se stalo hvězdami právě díky jeho filmům. Později se vedoucími režiséry stali Staffan Valdemar Holm a Göran Stangertz.
Hudební divadlo Malmö bylo přejmenováno na Malmö Operan (Operní a hudební divadlo Malmö) a nyní hraje opery, muzikály a novou klasiku. Jedná se o jednu z největších operních scén ve Skandinávii - má 1 511 sedadel.
Skånské taneční divadlo je také stále aktivní. Hraje hlavně současný taneční repertoár a prezentuje práce švédských i mezinárodních choreografů v přístavu v Malmö.
Od sedmdesátých let 20. stol. se stalo Malmö sídlem široké škály nezávislých divadelních uskupení a několika společností zábavního průmyslu. Město také hostilo mnoho rokových/tanečních vystoupení. V šedesátých letech měli v klubu Bongo koncert Led Zeppelin nebo Jimi Hendrix, v posledních letech v městě několikrát vystupovali hvězdy jako Morrissey, Nick Cave a B.B. King.
Ze slavných skupin zde začínali The Cardigans, kteří zde natočili jejich první album. 7. ledna 2009 odvysílal televizní kanál CNN Travel díl programu "MyCity_MyLife", kde se objevila Nina Persson, která objevovala s kamerou její oblíbená místa v Malmö.
V roce 1988 založil Frederik Roos, sběratel švédského umění a významný finančník, Centrum současného umění Rooseum. Centrum bylo vybudováno v budově bývalé elektrárny, která byla postavena v roce 1900. Centrum se stalo v osmdesátých a devadesátých letech jedním z předních center současného umění v Evropě. Po smrti Frederika Roose do roku 2006 byla rozprodána většina sbírek a peníze byly vyplaceny nadaci pro podporu současného umění. Muzeum bylo v roce 2009 převzato správou jiného muzea (Moderna Museet), které by zde mělo začít vystavovat některé své sbírky.

### Museum
26. prosince 2009 otevřelo Moderní muzeum svoji první expozici ve staré budově Centra současného umění Roosea. Sbírky Moderního muzea obsahují díla takových osobností jako je Marcel Duchamp, Louise Bourgeois, Pablo Picasso, Niki de Saint Phalle, Salvador Dalí, Carolee Schneemann, Henri Matisse nebo Robert Rauschenberg.
Mezi Východním přístavem a citadelou je Technické a námořní museum, jeho součástí je venkovní expozice ponorky U3  Archivováno 28. 10. 2018 na Wayback Machine.

### Architektura

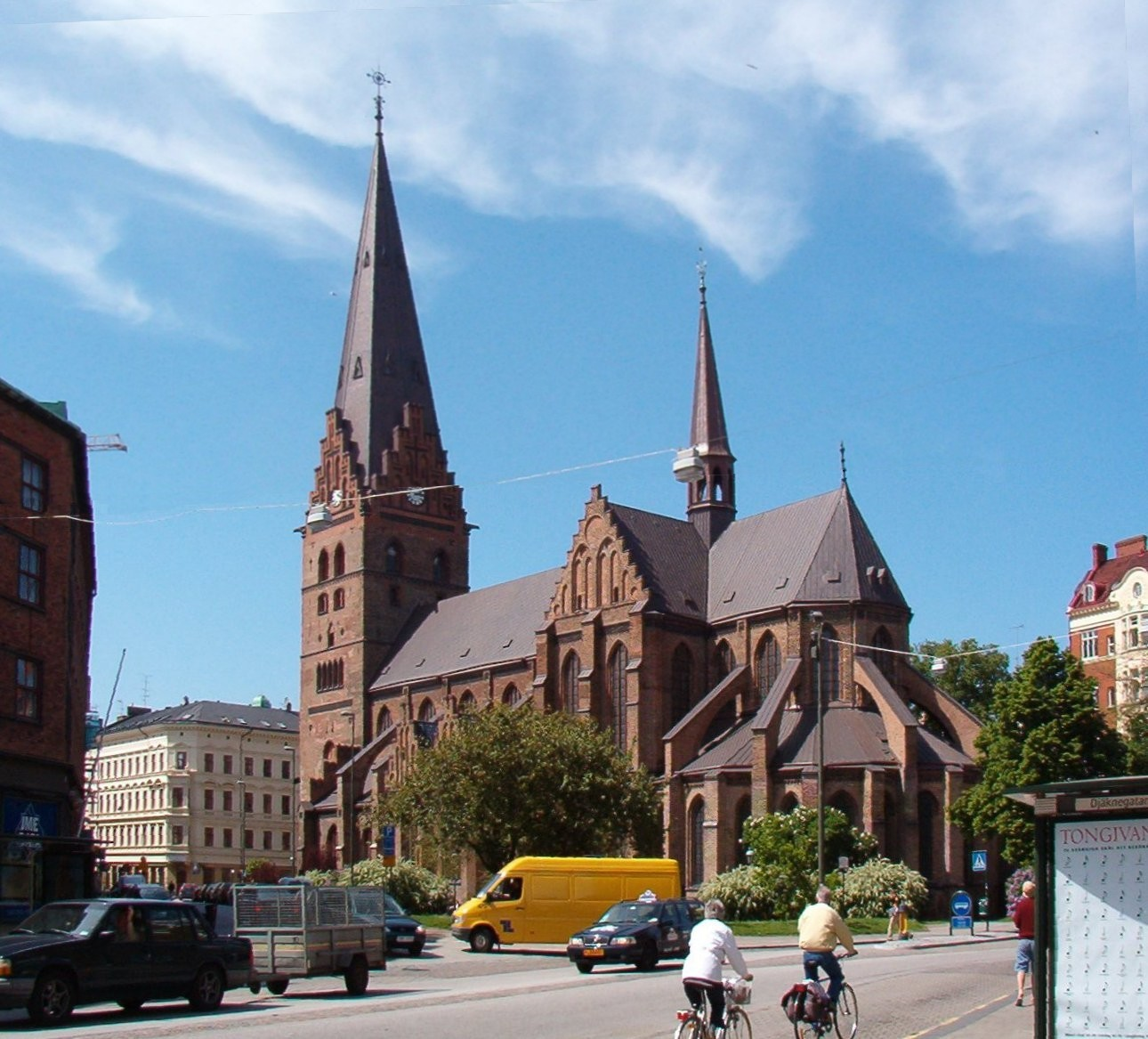
Kostel Sv. Petra v Malmö

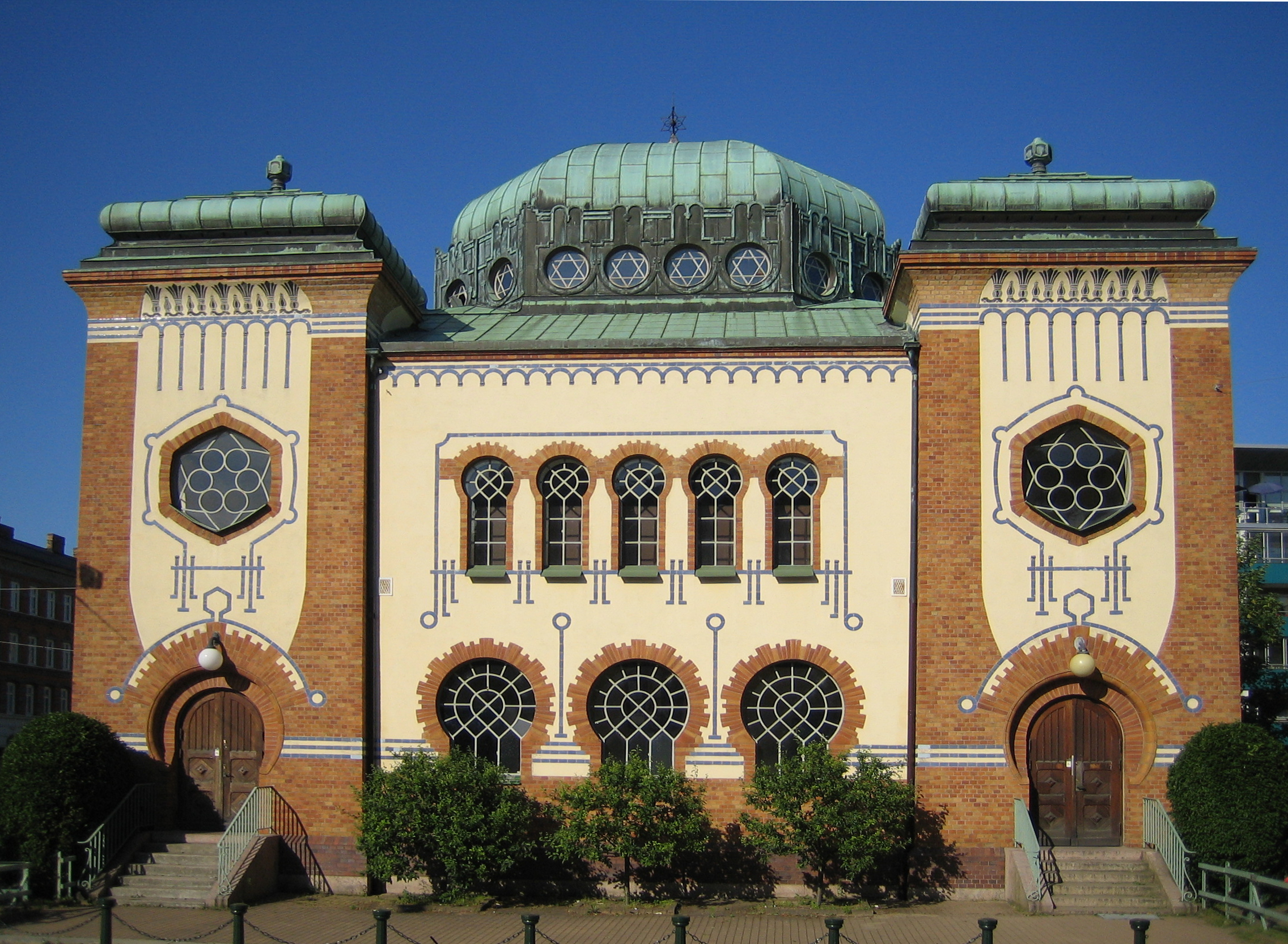
Secesní synagoga v Malmö

Nejstarší budova v Malmö je kostel Svatého Petra (Sankt Petri kyrka) Byl vybudován v první polovině 14. stol. ve stylu baltické cihlové gotiky, zjevně inspirován farním kostelem Panny Marie v Lübecku. Chrám se skládá z budovy hlavní lodi, dvou postranních lodí, transeptu a věže. Exteriér je charakterizován především opěrnými pilíři, které se rozvětvují přes postranní lodě a ambit. Věž, která v 15. stol. dvakrát spadla, získala svůj nynější vzhled v roce 1890. Interiér je zajímavý jedním z největších vyřezávaných oltářů ve Skandinávii z roku 1611 a freskovou výzdobou z let 1460 - 1520.
Moderní sakrální architekturou je katolický kostel sv. Spasitele (Vår Frälsares Kyrka) ze 60. let ve čtvrti Hästhagen.
Další stará budova v Malmö se jmenuje Tunneln, která se nachází asi 300 na západ od chrámu Svatého Petra a která byla také založena kolem roku 1300.
Citadela (Malmöhus slott) v současné podobě pochází z první poloviny 16. století z doby vlády dánského krále Kristiána III. Poblíž v parku je zámecký větrný mlýn.
V následujících stoletích bylo město zasaženo recesí. Další expanze se město dočkalo v polovině 19. stol. Tato expanze byla charakterizována použitím kamene a cihel ve stavebnictví. Rozmach trval do 20. stol. a dokládá ho, že ve městě můžeme stále vidět mnoho budov z tohoto období, které se staly charakteristickými monumenty města (např. synagoga). V třicátých letech přichází do města funkcionalismus.
Kolem roku 1965 započala vláda Švédska program nazvaný Milionový program, který měl za cíl nabídnout cenově dostupné byty na předměstích velkých švédských měst. Pozdější období se nese ve znamení udržitelného rozvoje - započala systematická výstavba parků, spojujících koridorů, rezidenčních nádvoří, rybníčků, zatravněných střech a systémů pro odvod dešťové vody.
Mezi novými budovami je také obytný mrakodrap Turning Torso. Turning Torso je 190 m vysoká budova a jako dominanta se rychle ujal jako typický znak Malmö.

### Jiná zajímavá místa
Podél pobřeží Malmö se táhne rozsáhlá umělá pláž Ribersborg. Navzdory chladnému klimatu v Malmö se této pláži přezdívá Švédská Riviéra nebo také Riviéra severu. Je to místo, kde se nachází otevřené lázně Ribersborgs, které byly založeny roku 1898.
Severně od přístavu je záliv Lommabukten a městečko Lomma s oblíbenou pláží (vyhlídka na Kodaň a most přes Öresund).

### Slavnosti a významné události
Každý rok ve třetí týden měsíce srpna se koná v městě festival Malmöfestivalen. Je to festival různých kuchyní a událostí.
Ve městě se koná každý rok v březnu filmový festival BUFF, který je známý také jako Mezinárodní filmový festival dětí a mládeže. Byl založen roku 1984 a působí jako nezisková organizace.
Malmö bylo také hostujícím městem soutěže zpěváků a hudebních skupin Eurovision 1992. Stalo se jím poté, co ji předchozí ročník Švédsko vyhrálo. Pořadatelem soutěže Eurovision Song Contest se stalo Malmö opět v roce 2013, kdy se soutěž přesunula do města po vítězství švédské zpěvačky Loreen v ázerbájdžánském Baku o rok dříve. Eurovize v Malmö získala oproti předchozím ročníkům komornější pojetí zastřešené mottem "You Are One".
Konference nordických her je jedna z nejvýznamnějších událostí pro rozvoj herního průmyslu. Koná se každoročně v květnu a její program se dělí na konferenci samotnou, náborovou výstavu a výstavu her. Každý rok přitáhne stovky profesionálů z oblasti tvorby her.

### Média
V roce 1848 byl založen jediný plnohodnotný novinový deník Malmö - Sydsvenska Dagbladet. Deník je jednou z největších firem v Malmö podle počtu zaměstnanců (viz část hospodářství). Vychází přibližně v nákladu 137 tisíc kusů. Kromě Sydsvenskan má město ještě jiná média - několik novinových plátků distribuovaných zdarma zaobírajícím se zábavou, hudbou a módou (např. City, Rodeo, Metro a Nöjesguiden). V městě jsou snadno dostupné vysílání regionální TV a rádia. Tato regionální média jsou samozřejmě dostupná po celé oblasti Skåne a jsou dostupné i na druhé straně úžiny Oresund.

### Sport

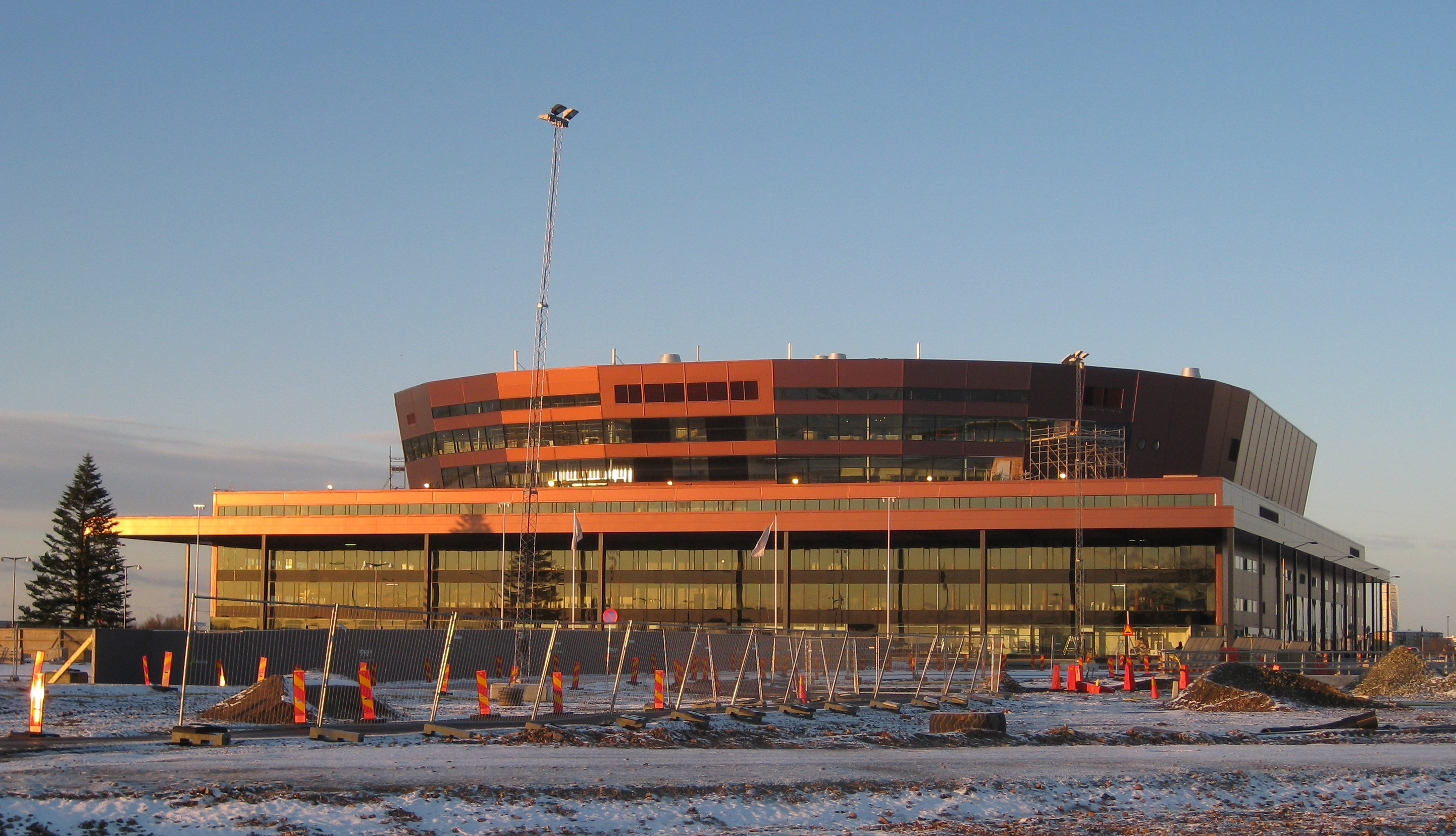
Arena v Malmö.

Dominantním sportem v jižním Švédsku je fotbal. Po celá léta je nejlepším fotbalovým týmem Malmö tým Malmö FF, který hraje nejvyšší ligu Allsvenskan. Mužstvo mělo úspěchy v 40., 70. i 80. letech, kdy několikrát vyhrálo ligu. V roce 1979 dokonce postoupili do finále Evropského poháru, když porazili týmy AS Monaco, FK Dynamo Kyjev, Wisla Krakov a Austria Vídeň. Ve finále na olympijském stadionu v Mnichově je ale porazil tým Nottingham Forest a to jediným gólem v utkání, kdy těsně před závěrem prvního poločasu skóroval Trevor Francis.
Poté následovaly spíše neúspěšné roky, dokud mužstvo opět nevyhrálo v roce 2004 Allsvenskan. Malmö FF je tým, kde svoji profesionální kariéru začal hráč Zlatan Ibrahimović. V roce 2009 se Malmö stalo jedním ze čtyřech měst ve Švédsku, které hostily zápasy Evropského fotbalového šampionátu do 21 let a odehrálo se zde i finále. Druhý fotbalový tým IFK Malmö hrál svého času nejvyšší ligu ve Švédsku a to po dobu 20 let. Dostal se do čtvrtfinále v Evropském poháru, což byl největší úspěch tohoto týmu. Dnes se klub nachází v 4. švédské divizi.
Mezi další významné týmové sporty patří lední hokej a tým sídlící v Malmö - Malmö Redhawks. Původně byl tým zafinancován milionářem a rychle se dostal do 1. ligy (polovina 90. let), ovšem poté nadešel úpadek sportovního výkonu a tým se nyní pohybuje mimo nejvyšší ligu. V Malmö se hraje i házená (tým Malmö HK), baseball, americký a australský fotbal. Z těchto sportů se těší zájmu veřejnosti jen házená.
Zástupce individuálních sportů jsou v Malmö badminton, cvičí se bojová umění a zájmu se těší i atletika.

## Významné osobnosti
- Bo Widerberg (1930–1997): významný švédský režisér, spoluzakladatel tzv. nové švédské vlny. Ve městě se narodil, dlouho zde žil a natočil zde i některé své nejlepší filmy. Na jeho počest pojmenováno náměstí (Bo Widerbergs plats).
- Jan Troell (* 1931): významný švédský režisér, spoluzakladatel tzv. nové švédské vlny, narozen v Limhamn (jižní část Malmö).
- Renata Chlumská: švédská horolezkyně a cestovatelka českého původu, která jako první švédská a zároveň i česká občanka zdolala v roce 1999 Mount Everest. V prosinci 2014 dokončila horolezecký projekt Koruna planety (nejvyšší hory všech světadílů).
- Anita Ekbergová: byla švédská herečka a modelka. Proslavila se rolí Silvie ve Felliniho filmu Sladký život.
- Zlatan Ibrahimović: je švédský fotbalový útočník a bývalý reprezentant bosensko-chorvatského původu. V Malmö se narodil a také zde začal svou fotbalovou kariéru.
- Bertil Mårtensson: byl švédský filosof a spisovatel, autor detektivních, vědeckofantastických a fantasy románů (česky vyšel např. jeho oceňovaný román Světy bez hranic).
- Ladislav Svante Rieger byl český matematik narozený v Malmö, který se zabýval zejména matematickou logikou a axiomatickou teorií množin. Je považován za zakladatele těchto oborů matematiky v Československu.

## Partnerská města
- Provincie Chieti, Itálie (2001)
- Florencie, Itálie (1989)
- Kaliningrad, Rusko
- Newcastle upon Tyne, Spojené království (2003)
- Port Adelaide, Austrálie (1988)
- Stralsund, Německo (1991)
- Štětín, Polsko (1990)
- Tallinn, Estonsko (1989)
- Tchang-šan, Čína (1987)
- Vaasa, Finsko (1940)
- Varna, Bulharsko (1987)